# Hexatoma substolida
Hexatoma substolida är en tvåvingeart som beskrevs av Alexander 1939. Hexatoma substolida ingår i släktet Hexatoma och familjen småharkrankar. Inga underarter finns listade i Catalogue of Life.